# Столова гора (національний парк)
Національний парк Столова гора, раніше відомий як Національний парк Капського півострова — національний парк у Кейптауні, Південно-Африканська Республіка, відкрито 29 травня 1998 року з метою захисту природного середовища Столової гори, і, зокрема, рідкісних видів рослин фінбошу. 
Парк містить дві відомі пам'ятки: Столову гору, через яку названо парк; і Мис Доброї Надії — найпівденно-західніша точка Африки.

## Географія
Парк розташовано приблизно у напрямку північ-південь уздовж пасма Капського півострова, від Сигнал-Гілл на півночі, через Лайонс-Гед, Столову гору, Констансаберг, Сільвермін, гори півдня півострова, що закінчуються на Кейп-Поїнт.
Парк не є суцілним єдиним районом; Нерозвинені гірські райони, які становлять більшу частину парку, розділені розвиненими міськими районами розташованими на низовинах. Таким чином, парк розділений на три окремі секції, як зазначено нижче.

### Секція Столової гори
Ця секція охоплює Сигнал-Гілл, Лайонс-Гед, Столову гору, Пік Диявола, Дванадцять апостолів (насправді серія з сімнадцяти піків вздовж Атлантичного узбережжя) і Оранж-Клуф (спеціально охоронювана територія не відкрита для громадськості). Межує з центром Кейптауна на півночі, Кемпс-Бей і атлантичним узбережжям на заході, південними передмістями на сході і Хаут-Бей на півдні.
Секцію було утворено з національного пам'ятника Столова гора, парку Цецилія і лісу Ньюлендс. Національний ботанічний сад Кірстенбош не є офіційно частиною національного парку, але його високі схили є на терені парку.

### Секція Сільвермайн-Токай
Секція прямує NW-SE через півострів від атлантичного узбережжя до узбережжя Фейлс-Бей. Вона охоплює Констансаберг, Пік Стенберг і гори Калк-Бей. Межує з Хаут-Бей на північному заході, передмістями Константанція і Токай на північному сході, Калк-Бей на південному сході, а також з Фіш-Гуком і Норд-Гуком на південному заході.
Ця секція була сформована з державного лісу Токай та заповідника Сільвермін.

### Секція Кейптауна
Ця секція охоплює найпівденніший район Капського півострова, простягається від мису Кейп-Поїнт і мису Доброї Надії на півдні, а також на північ від Скарборо на узбережжі Атлантичного океану і Саймонстаун на узбережжі Фальш-Бей. Була утворена із заповідника "Мис Доброї Надії".

## Флора
Ця територія є частиною Капського флористичного царства і має високу різноманітність флори, більшість з якої є рідкісною і ендемічною, провідні представники — protea, erica, restio і Asteraceae. Основними типами місцевої рослинності є Капський пісковиковий фінбош та Капський гранітний фінбош, обидва з яких знаходяться під загрозою зникнення і є ендемічним для Кейптауна 
Крім того, деякі ділянки парку займають первинні гірські африканські ліси.
Один з ендемиків — Leucadendron argenteum, популярний культурний вид, який зустрічається в дикій природі тільки на схилах Лайонс-Гед та Кірстенбош.).
Парк знаходиться в самому центрі Капського флористичного царства, і є гарячою точкою біорізноманіття і розглядається ботаніками як ботанічна аномалія Фактично, у національному парку Столова гора є більше видів рослин (понад двох тисяч), ніж існує в усій Великій Британії. Значна частина унікальної флори в районі навколо парку знищена через сільське господарство та розбудову міст.
Корінні види також знаходяться під загрозою інвазивних рослин, таких як Acacia cyclops, трьох видів Hakea, та інвазивних сосен, які також були посаджені на промислових плантаціях на схилах гори.

## Фауна
Великі хижаки, які історично населяли цю місцевість — капський лев, леопард, гієна плямиста, шакал чепрачний та великі травоїдні тварини — слон, чорний носоріг, куду великий, канна звичайна, зебра гірська, бубал біломордий, хоча останні три види були знову введені, — знищені європейськими поселенцями.
У парку зустрічаються дрібні ссавці: каракал, даман капський і різноманітні дрібні антилопи, такі як Raphicerus melanotis і особливо нещодавно відновлений Oreotragus oreotragus.
Популяція іновазівного гімалайського тара виникла з пари, яка втікла з нині неіснуючого зоологічного саду Groot Schuur Estate біля піку Дияволу в 1935 році. Станом на 2006 рік практично всі тари були прибрані зі Столової гори, таким чином очищаючи шлях для — введення Oreotragus oreotragus, з якими тахр би конкурувавҐ Проте все ще дуже ймовірно, що деякі особини вижили.
Павіан ведмежий населяє південні частини парку. Вони дуже помітні і популярні у туристів, але бувають небезпечними, коли вони звикають до людей і починають асоціювати їх з безкоштовним харчуванням.
Рідкісний ендемічний вид земноводних що зустрічається тільки на Столовій горі — Heleophryne rosei.